# Доступ к публичной информации в Молдове
Доступ к публичной информации и свобода информации являются реализацией права на доступ к информации и основой эффективной работы демократических институтов, которая повышает подотчётность правительств и государственных служащих, а также расширяет возможности участия людей в общественной жизни. Фундаментальная основа права на доступ публичной информации сводится к тому, что информация, которой располагают правительственные учреждения, является публичной по сути и может быть скрыта только в соответствии с определёнными положениями, описанными в законе.
В Молдавии право на доступ граждан к информации публичного характера (касающейся общественных дел) было закреплено принятой в 1994 году Конституцией Республики Молдова. Оно регулируется законом «О доступе к общественно значимой информации», действующим с 2023 года. До этого его принятия основным регулирующим актом был закон 2000 года. До принятия нового закона в стране было достаточно много проблем доступа к официальной информации (отказы, задержки в ответах и неполные ответы на запросы), разрешение которых велось слишком долго и медленно.

## Законодательная база

### Закон 2000 года
Статьёй 34 Конституции Республики Молдова закреплено право граждан на доступ к любой информации, касающейся общественных дел. В свою очередь, власть должна обеспечивать в соответствии со своей компетенцией достоверное информирование граждан об общественных делах и по вопросам личного характера, если это не наносит ущерб национальной безопасности или мерам по защите граждан. Регулирование права на доступ к публичной информации начало осуществляться после вступления в силу в 2000 году Закона «О доступе к информации», который был основан на трёх принципах: правом лица на поиск, получение и ознакомление с официальной информацией; возможностью ограничения доступа к информации из соображений национальной безопасности или частной жизни лица; запрет на дискриминацию лиц, реализующих право на доступ к официальной информации. Данный закон регулировал в течение 23 лет процедуру доступа к информации, которой располагали государственные учреждения.
Согласно закону 2000 года, официальная информация предоставлялась лицам на основании письменного или устного заявления; в письменном заявлении должны были указываться достаточные и точные данные для нахождения информации, способ получения и сведения, удостоверяющие личность запрашивающего информацию лица. Составление и предоставление аналитической, синтетической или ранее неизвестной информации могло при наличии необходимых условий осуществляться на основании договора между запрашивавшим информацию лицом и поставщиком информации за соответствующую цену. Плата за предоставление услуг взималась в размере и порядке, устанавливаемом представительными органами, и перечислялась в госбюджет; её размер не мог превышать расходов, понесённых поставщиков информации при изготовлении копий документа, их отправлении заявителю или при переводе информации. Если информация содержала неточные или неполные сведения, то публичное учреждение должно было внести все поправки и дополнения бесплатно (за исключением тех случаев, когда дополнение требовало усилий и расходов, не предусмотренных и не оплаченных при первичном предоставлении информации).
Поставщики информации делились на две группы: органы государственной власти и учреждения; физические или юридические лица, которые по закону или договору предоставляли публичные услуги. Доступ к информации мог предоставляться в виде устного выражения информации, рассмотрении документа или его частей в помещении учреждения, выдачи копии запрашиваемых документов (или перевода на другой язык), а также отправление этой информации по почте (в том числе электронной). Выписки из регистров, документов и информации могли быть рассмотрены в помещении, переданы лицу в виде распечатанной копии (в том числе фотокопии) или записи на носитель информации. Информация могла предоставляться на государственном языке или на том языке, на котором она была составлена; в случае, если информация была не на государственном языке, заявитель мог запросить копию достоверного перевода на государственный. Документы должны были предоставляться заявителю с момента, когда они готовы к предоставлению, но не позднее 15 рабочих дней со дня регистрации заявления о доступе к информации. Если заявление касалось большого объёма информации, требующей отбора, или требовались дополнительные консультации, то срок предоставления мог быть продлён на 5 рабочих дней, при этом заявителя должны были уведомить о причинах продления срока. Переадресовка заявления могла осуществляться в течение трёх рабочих дней с момента получения заявления и с согласия заявителя, если поставщик не мог в полной мере удовлетворить запрос лица.
Отказ в доступе оформлялся с указанием не только даты отказа и фамилии ответственного лица, но и причин со ссылкой на нормативный акт, а также указанием процедур обжалования. Доступ ограничивался к государственной тайне; конфиденциальной информации из области деловых отношений (производство, технологии, управление, финансы и иная экономическая деятельность), разглашение которой могло затронуть интересы предпринимателей; информации личного характера, разглашение которого было нарушением частной жизни лица; информации об оперативной деятельности и деятельности по уголовному преследованию соответствующих органов; информации, отражающей результаты научных и технических исследований, если это лишало авторов исследований преимущественного автора публикования или не давало реализовать иные охраняемые законом права.
В случае незаконного отказа в доступе лицо могло обжаловать действия или бездействия поставщика информации, подав заявление в течение 30 дней с того дня, когда узнало или должно было узнать о нарушении; также решение могло быть обжаловано путём подачи заявления в компетентный административный суд в течение месяца со дня получения ответа (или дня, когда он должен быть получен). Если отказ государственного служащего оказался незаконным, то в зависимости от тяжести последствий судебная инстанция может принять решение о немедленном удовлетворении заявления лица, запрашивающего информацию, и о санкциях в адрес нарушившего закон служащего. Если доступ к информации частично ограничен, то поставщики предоставляют лицам те части документа, на которые не распространяется ограничение доступа в соответствии с законодательством

### Закон 2023 года
9 июня 2023 года парламентом был принят новый Закон Республики Молдова о доступе к общественной информации. Законом расширялся круг субъектов, предоставляющих заявителю по запросу ту информацию, которая представляла общественный интерес — отныне это обязывались делать, в частности, политические партии; профессиональные ассоциации работников сферы правосудия; энергетические компании; юридические лица частного права, предоставляющие публичные услуги, и многие другие. По сравнению с законом 2000 года поставщики получали 10 календарных дней для предоставления информации и возможность продлить срок ещё на 7 календарных дней. Заявители напрямую освобождались от обязанности подписывать запросы на доступ к информации от руки или электронной подписью, хотя Административный кодекс требовал, чтобы все ходатайства (в том числе запросы на доступ к информации), поданные в форме электронного документа, подписывались электронной подписью.
Законом запрещалось ограничение доступа к ряду сведений о профессиональной деятельности госслужащих — имени и фамилии, образовании, должности, профессиональном опыте, вознаграждении, конфликтах интересов и непогашенным дисциплинарным взысканиям. Для обеспечения прозрачности власти должны были публиковать такие сведения, как информацию о бюджете и руководстве органа власти, ежегодные отчёты, сведения о государственных закупках, деловых поездках и осуществлении процессов принятия решения. В случае незаконного отказа в доступе к информации и его обжаловании в суде на поставщиков могли налагаться теперь не только штрафы за правонарушения, предусмотренне для должностных лиц в ведомствах-поставщиках информации.

## Проблемы реализации на практике и их решения
Проблема доступа к информации публичного характера оставалась крайне острой для Молдавии в 2010-е годы: на многие запросы официальные чиновники могли либо отвечать отказом, либо отвечать намного позже установленных сроков, либо приводить неполные и недостаточные ответы. Отказы в предоставлении информации иногда обосновывались тем, что она имела отношение к коммерческой или государственной тайне. Имели место незначительные размеры штрафов для чиновников, незаконно отказывавших в доступе к информации. Иногда процедура ответа на запрос затягивалась из-за необходимости ожидания одобрения со стороны вышестоящего руководства. Об этих нарушениях нередко сообщали журналисты, однако большинство из этих проблем возникали из-за неправильного толкования или применения закона, а не из-за несовершенства правовых норм. Согласно заявлению исполнительного директора Ассоциации независимой прессы Петру Маковей (рум. Petru Macovei) за 2017 год, действовавший с 2000 года закон в целом был хорошим, однако его часто нарушали сами представители властей. Формально Омбудсмен Республики Молдова имел полномочия контролировать исполнение закона, но у него не было достаточных возможностей и ресурсов.
Несмотря на многочисленные призывы к реформам в этой области, правительство Молдавии очень долго и медленно двигалось к дальнейшему развитию законодательства в сфере доступа к публичной информации. Идею улучшения законодательства в сфере доступа к публичной информации в 2014 году предлагал Центр независимой журналистики (рум. Centru pentru jurnalism independent), представивший Парламенту поправки в закон об информации с дополнительными гарантиями для журналистов и смягчением условий ограничения доступа к публичной информации, однако предложенные тогда поправки не были приняты. При этом в октябре того же года экономическим советом премьер-министра Молдавии при участии службы электронного правительства был учреждён публичный реестр, в котором бесплатно предоставлялись основные сведения о компаниях, зарегистрированных в стране. В 2019 году в процессе рассмотрения и разрешения органами власти запросов на доступ к информации стали применяться также положения Административного кодекса: это приводило к противоречивым толкованиям положений закона со стороны поставщиков и судов.
Принятие в 2023 году нового закона о доступе к информации, представляющей общественный интерес, позволило законодательно разрешить ряд усугубившихся проблем. В частности, национальное законодательство было приведено в соответствие со стандартами Конвенции Тромсё (ратифицирован Молдавией в 2013 году, вступил в силу в начале 2023 года) о доступе к официальным документам. Утверждение нового закона было также одним из пунктов Плана действий по реализации мер в ходе выполнении Молдовой требований Европейской комиссии для вступления в ЕС.